# Atletismo nos Jogos Pan-Americanos de 1979 - Lançamento de dardo masculino
A prova do lançamento de dardo masculino nos Jogos Pan-Americanos de 1979 foi realizada em San Juan, Porto Rico.

## Medalhistas
| Ouro                             | Prata                     | Bronze             |
| Duncan Atwood USA Estados Unidos | Antonio Gonzalez CUB Cuba | Raúl Pupo CUB Cuba |

## Resultados
| Posição           | Nome             | Nacionalidade      | Marca | Notas |
| ----------------- | ---------------- | ------------------ | ----- | ----- |
| Medalha de ouro   | Duncan Atwood    | USA Estados Unidos | 84.16 |       |
| Medalha de prata  | Antonio Gonzalez | CUB Cuba           | 84.12 |       |
| Medalha de bronze | Raúl Pupo        | CUB Cuba           | 81.96 |       |
| 4                 | Phil Olsen       | CAN Canadá         | 76.28 |       |
| 5                 | Amado Morales    | PUR Porto Rico     | 76.00 |       |
| 6                 | Rod Ewaliko      | USA Estados Unidos | 75.28 |       |
| 7                 | Ramón Garmendía  | ARG Argentina      | 72.24 |       |
| 8                 | Denes Pajtas     | CAN Canadá         | 65.70 |       |